# Ивановский хребет
Ивановский хребет — горный хребет в западной части Алтайских гор. Расположен на западе Рудного Алтая, в Восточно-Казахстанской области.

## География
Хребет ориентирован по направлению запад-восток. Длина около 100 км. Высота до 2775 м.
Высшая точка — гора Вышеивановский белок, называемая местными жителями пик Ворошилова.
Ближайшие населённые пункты: город Риддер (лежит у западного подножия), село Поперечное.
С Ивановского хребта берут истоки такие реки как Казачиха, Громотуха.
На восточном конце Ивановского хребта в районе озера Палевское и истоков реки Большой Тургусун расположено место под названием Чёрный узел.

## Природа
На склонах — мелколиственные и хвойные леса. Высоко в горах — горная тундра.
В 1988 году здесь был найден новый род коллембол — Secotomodes.